# David Alegret
David Alegret (Barcelona, 1974) és un tenor català especialitzat en òpera (Rossini i Mozart), oratori i lied o cançó de concert, i un dels de més projecció internacional.
Cursà els estudis musicals al Conservatori Superior de Música de Barcelona i cant amb Xavier Torra, conjuntament amb els estudis de medecina. Posteriorment, els finalitzà a la Musik-Akademie de Basilea amb Kurt Widmer i els perfeccionà amb Ana Luisa Chova, Kathleen Cassello i Raúl Giménez.
Debutà el 2004 en el món de l'òpera a Klagenfurt, París i a l'Staatsoper de Viena amb L'italiana in Algeri, de Rossini. Des de llavors ha cantat diversos papers d'òperes de Mozart i Rossini a ciutats com Salzburg, Praga, Hèlsinki, Reims, Hamburg, Brussel·les, Barcelona i Madrid.
Alegret destaca també per les seves actuacions en oratori amb formacions com La Capella Reial de Catalunya, el Concerto Köln, Le Concert de Nations o la Wiener Philarmoniker.
Com a liderista, Alegret ha fet una aposta pel Lied català interpretant cançons de compositors com Eduard Toldrà, Ricard Lamote de Grignon, Manuel Blancafort o Xavier Montsalvatge en concerts arreu del país. El 2024 debuta al prestigiós festival de Lied Schubertíada de Vilabertran, organitzat per l'Associació Franz Schubert de Barcelona.
Alegret ha editat diversos discos de Lied català:
- Impressions de Natura (2017)[1]
- Carneriana (2022)[7]